# Charles Atkin
Charles Sydney Atkin (Sheffield, South Yorkshire, 26 de febrer de 1889 - Sheffield, 9 de maig de 1958) va ser un jugador d'hoquei sobre herba anglès que va competir a començaments del segle xx.
El 1920 va prendre part en els Jocs Olímpics d'Anvers, on va guanyar la medalla d'or com a membre de l'equip britànic en la competició d'hoquei sobre herba.